# David D. Gilmore
David D. Gilmore (* 1943) ist ein US-amerikanischer Anthropologe, Sachbuchautor und Hochschullehrer. Unter anderem ist bzw. war er an der State University of New York at Stony Brook tätig.
Sein Buch Manhood in the Making gilt als die erste kulturübergreifende Studie über Männlichkeit als erworbener Status.
In seinem Buch Misogny untersucht Gilmore Wurzeln von Frauenfeindlichkeit in verschiedenen Kulturen.

## Bücher
Autor:
- Aggression and Community: Paradoxes of Andalusian Culture, Yale University Press 1987, ISBN 978-0300038118
- Manhood in the Making: Cultural Concepts of Masculinity,  1990, ISBN 978-0300046465
- Carnival and Culture: Sex, Symbol, and Status in Spain, Yale University Press 1998, ISBN 978-0300074802
- Misogyny: The Male Malady, University of Pennsylvania Press 2001, ISBN 978-0812236088
- Monsters: Evil Beings, Mythical Beasts, and All Manner of Imaginary Terrors, University of Pennsylvania Press 2003, ISBN 0-8122-3702-1, doi:10.9783/9780812203226

Herausgeber:
- Honor and Shame and the Unity of the Mediterranean, American Anthropological Association 1987, ISBN 978-0913167175